# Simon-Philippe de Lippe
Simon-Philippe, Comte de Lippe (6 avril 1632 à Detmold – 19 juin 1650 à Florence) est un noble allemand. Il est comte de Lippe, de 1636 jusqu'à sa mort. Cependant, comme il est encore mineur, son grand-père et plus tard, sa mère exercent la régence.

## Biographie
Il est le fils aîné du comte Simon-Louis de Lippe et de son épouse Catherine de Waldeck-Wildungen.
Simon-Philippe et de ses frères cadets sont encore mineurs lorsque leur père est mort de la Variole en 1636. Leur mère Catherine essaye de devenir leur tuteur et régente. Cependant, à l'âge de 24 ans, elle est encore mineure elle-même, et c'est son père, le comte Christian de Waldeck qui est nommé comme tuteur et régent. Cependant, son beau-frère, Jean-Bernard de Lippe réclame également la régence et de la tutelle de ses neveux.
Catherine a peur que Jean-Bernard cherche à tuer ses neveux et à hériter de la Lippe. Elle contacte les troupes de Hesse-Darmstadt, qui sont logées dans les villes de Lemgo et Rinteln. En 1638, un capitaine de Darmstadt enlève les enfants et les emmènent à Lemgo et Hamelin. Plus tard, ils sont amenés à Marbourg, où le comte Georges II de Hesse-Darmstadt prend soin d'eux. 
En 1645, George II les amènent à Giessen, afin de les protéger des ravages de la Guerre de Trente Ans. Cependant, à Giessen, ils contractent la variole, et les deux jeunes frères de Simon-Philippe meurent en 1646. Dans l'intervalle, leur mère s'est remariée au duc Philippe-Louis de Schleswig-Holstein-Sonderbourg-Wiesenbourg. En 1647, son fils est enlevé de nouveau, et revient à Delmold. Il est fiancé à l'âge de sept ans, à la comtesse Élisabeth-Charlotte d'Holzappel.
En 1649, Simon-Philippe commence son Grand Tour, passant par Paris, Grenoble, Rome, Milan et Florence. À Florence, il contracte la variole. Il y meurt en 1650. Puisqu'il n'a pas d'héritier mâle, son oncle Jean-Bernard hérite du comté.